# Поліаміди
Поліамі́ди — полімери на основі синтетичних високомолекулярних сполук, що містять в основному ланцюзі амідні групи -CONH-. Вони відзначаються високими температурами плавлення завдяки міжмолекулярним водневим зв'язкам.
Поліаміди одержують поліконденсацією амідів багатоосновних кислот альдегідами, поліконденсацією вищих амінокислот або діамінів з дикарбоновими кислотами, конденсацією капролактаму і солей диамінів дикарбонових кислот і ін.
Поліаміди алкілюються по амідній групі, що значно знижує їхню температуру плавлення. При нагріванні можуть розщеплюватись кислотами й лугами.
Поліаміди застосовують у вигляді волокон типу капрон, нейлон, плівок, клеїв і покриттів, як антикорозійні матеріали для захисту металів і бетонів, в медицині (для хірургічних швів, в очній хірургії, для штучних кровоносних судин, як замінники кісток), як замінники шкіри.

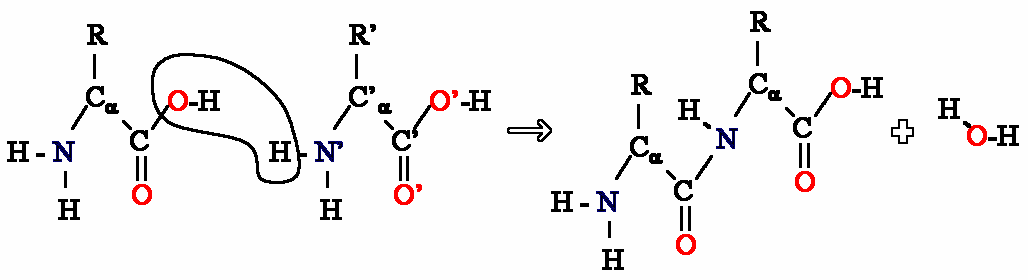
Сполука двох амінокислот. Поліреакція утворення довгих ланцюжків протеїнів

Синтез пара-араміду (фенілон-П)

До загальних рис філаментів на основі поліаміду відносяться хімічна інертність і антифрикційні властивості. Поліамід-12 більш гнучкий і пружний, в порівнянні з PA6 і PA66. Робоча температура — близько 100 ° C, окремі модифікації — до 120.